# Józef Sidor (kapitan)
Józef Sidor (ur. 9 kwietnia 1895 w Przedmieściach Góry, zm. wiosną 1940 w Katyniu) – kapitan lotnictwa Wojska Polskiego, ofiara zbrodni katyńskiej.

## Życiorys
Urodził się w Przedmieściach Góry (ówczesny powiat krasnostawski, obecnie sołectwo Krasnegostawu), w rodzinie Jana i Katarzyny z Bojarskich. Podczas I wojny światowej był żołnierzem I Korpusu Polskiego w Rosji. Po zakończeniu wojny wstąpił do Wojska Polskiego. Wziął udział w walkach podczas wojny polsko-bolszewickiej w szeregach 75 pułku piechoty. W 1922 ukończył Niższą i Wyższą Szkołę Lotniczą w Bydgoszczy. Został awansowany na stopień porucznika w korpusie oficerów aeronautycznych ze starszeństwem z dneim 1 czerwca 1919, a następnie na stopień kapitana ze starszeństwem z dniem 1 lipca 1923. Jako oficer nadetatowy 3 pułku lotniczego w 1923, 1924 służył w Wyższej Szkole Pilotów w Grudziądzu., w tym w 1923 pełnił funkcję oficera ordynansowego. Służył także w 4 pułku lotniczym, Wyższej Szkole Pilotów w Poznaniu. W 1928 był oficerem Oddziału Służby Lotnictwa Poznaniu. W 1928 był przydzielony do Batalionu Lotnictwa, gdzie służył w kolejnych latach. Pracował na stanowiskach dowódcy eskadry, dowódcy kompanii. W 1933 został przeniesiony w stan spoczynku.
Jego żoną była Zofia, z domu Wroniecka, z którą miał córkę Hannę.
Po wybuchu II wojny światowej 1939, w okresie kampanii wrześniowej był dowódcą rzutu kołowego Bazy Lotniczej Nr 3 (dołączyła do niego m.in. ppor. pilot Janina Lewandowska). Po agresji ZSRR na Polskę z 17 września 1939, został aresztowany przez Sowietów. Był przetrzymywany w obozie w Kozielsku. Wiosną 1940 został przetransportowany do Katynia i rozstrzelany przez funkcjonariuszy Obwodowego Zarządu NKWD w Smoleńsku oraz pracowników NKWD przybyłych z Moskwy na mocy decyzji Biura Politycznego KC WKP(b) z 5 marca 1940. Został pochowany na terenie obecnego Polskiego Cmentarza Wojennego w Katyniu, gdzie w 1943 jego ciało zidentyfikowano podczas ekshumacji prowadzonych przez Niemców. 17 kwietnia 1943 Niemcy wysłali do Katynia grupę polskich oficerów, przetrzymywanych wówczas w oflagach. Wśród nich był podporucznik pilot, który znał kpt. Sidora i rozpoznał w masowych grobach w Katyniu autentyczny dokument przy jego zwłokach. Było to pismo odmowne wobec wniosku kpt. Sidora o reaktywację wydane w imieniu dowódcy 3 pułku lotniczego, podpisane w zastępstwie przez mjr. Mateusza Iżyckiego (we wcześniejszych latach ww. podporucznik wiedział o staraniach kpt. Sidora celem przywrócenia do służby).

## Upamiętnienie
5 października 2007 roku Minister Obrony Narodowej Aleksander Szczygło mianował go pośmiertnie do stopnia majora. Awans został ogłoszony 9 listopada 2007 roku, w Warszawie, w trakcie uroczystości „Katyń Pamiętamy – Uczcijmy Pamięć Bohaterów”. 
W ramach akcji „Katyń... pamiętamy” / „Katyń... Ocalić od zapomnienia” Józefowi Sidorowi poświęcono Dąb Pamięci w Krasnymstawie.

## Odznaczenia
- Krzyż Walecznych dwukrotnie
- Medal Niepodległości – 3 czerwca 1933 „za pracę w dziele odzyskania niepodległości”[12][13]

25 czerwca 1938 Komitet Krzyża i Medalu Niepodległości ponownie rozpatrzył wniosek, lecz „Krzyża Niepodległości nie przyznano”.